# Missile X – Geheimauftrag Neutronenbombe
Missile X – Geheimauftrag Neutronenbombe (Originaltitel: Allarme nucleare; italienisch auch Missile X, Order secreta bomba de neutrones) ist ein international produzierter utopischer Agentenfilm, der im Fahrwasser der James-Bond-Filme schwamm. Peter Graves spielt die Hauptrolle eines CIA-Agenten, der die Weltmachtspläne eines größenwahnsinnigen Schurken durchkreuzen will. Graves’ Gegenspieler ist Curd Jürgens, der kurz zuvor als Bond-Widersacher Stromberg in Der Spion, der mich liebte für Furore gesorgt hatte. Regie führte laut Vorspann der US-amerikanische Film- und Fernsehroutinier Leslie H. Martinson, tatsächlich jedoch der italienische Mitproduzent und Drehbuchmitarbeiter Cesare Canevari.

## Handlung
Von einer sowjetischen Militärbasis wurde eine Neutronenbombe gestohlen, die soeben von deren Entwickler, einem hohen sowjetischen General, vorgeführt werden soll. Der Abtransport erfolgt aus der Luft, mit einem Hubschrauber. Hinter diesem dreisten Coup steht eine international operierende Terrororganisation, deren Anführer ein Mann namens Marchant ist, der nur „der Baron“ genannt wird. Eigentlich von Haus aus ein Casinobesitzer, plant der Wahnsinnige nicht weniger, als mit der Bombe die Weltmächte ordentlich unter Druck zu setzen und ihnen das Fürchten zu lehren, um schließlich die Weltherrschaft zu erlangen. Sein Ziel ist eine anstehende internationale Friedenskonferenz, deren Austragungsort eine kleine Insel mitten im Persischen Golf ist. Um die Friedensbemühungen nicht scheitern zu lassen, entschließen sich die CIA und der KGB ausnahmsweise mal zur Kooperation. Von US-amerikanischer Seite soll es der erfahrene Spezialagent Alec Franklin richten, während die Russen die hübsche Agentin Galina entsenden.
Die Dinge drohen aus dem Ruder zu laufen, als der amerikanische Konsul im Iran von gedungenen Mördern des Barons umgebracht wird. Nun muss der deswegen aus Washington in Gang gesetzte Franklin sich sputen. Kaum in Teheran angekommen, versuchen die Spitzbuben auch ihn zu beseitigen, doch Franklin kann ihnen mit Müh und Not entkommen. Der Sowjetagent Konstantin Semjonow geht derweil vor Ort Spuren der verschollenen Neutronenbombe nach. Gemeinsam mit der blonden Galina und der schönen iranischen Polizistin Leila versuchen Franklin und Semjonow in der Erdöl-Stadt Abadan das Schlimmste zu verhindern. Sie kommen dem Oberschurken, der damit droht, den 3. Weltkrieg auszulösen, immer näher. Es kommt zu einer wilden Schießerei, Mann gegen Mann. Auch die beiden Frauen sind daran beteiligt. Als der Baron seinem Wissenschaftler Prof. Nikolajeff das Zeichen zum Raketenstart gibt, erschießt Franklin diesen. Schließlich kann in letzter Minute dem Baron selbst das Handwerk gelegt werden, indem seine Yacht, auf der die Bombe samt Trägerrakete die ganze Zeit lagerte, in die Luft gejagt wird.

## Produktionsnotizen
Missile X – Geheimauftrag Neutronenbombe wurde von November 1977 bis Januar 1978 rund um den Globus gedreht. Drehorte waren Teheran, Isfahan, Abadan, Khoramshar, Wien, Baden, Barcelona und Los Angeles. Wann und wo genau der B-Film uraufgeführt wurde, ist unklar. In Deutschland ist die erstmalige Präsentation erst am 26. Februar 1979 im Rahmen der IFF-Messe in Berlin gesichert. Trotz der Besetzung lief Missile X – Geheimauftrag Neutronenbombe nie in deutschen Kinos an, sondern erschien erst 1982 als Videofilm. Das Archivio del Cinema Italiano gibt als Tag der italienischen Zensurfreigabe für Allarme nucleare den 12. Oktober 1980 an. Da auch im deutschen Vorspann nur ein italienischer Produzent als Gesamtleiter der Produktion angegeben wird, wird er als vornehmlich italienische Produktion geführt. Insgesamt waren sieben Firmen aus fünf Staaten beteiligt. Die Beteiligung Irans resultiert aus der Tatsache, dass sich ein Gros der Drehorte dort befanden. Dieser Streifen dürfte somit einer der letzten internationalen Filme sein, die im Iran von Schah Reza Pahlevi entstanden, ehe die Revolution der Ayatollahs zum Jahresbeginn 1979 die Arbeit internationaler Filmteams vor Ort fortan unmöglich machte.
R. W. Fassbinders langjähriger Mitarbeiter Kurt Raab entwarf die Filmbauten, Heidi Wujek zeichnete für die Kostüme verantwortlich. Rainer Blum und Wolfgang Birk waren die deutschen Produktionsleiter.

## Kritiken
„Selbst der ‚normannische Kleiderschrank‘ Curd Jürgens verleiht dem schalen Krimi keine Substanz. Fazit: Kalter Krieg als abgestandener Aufguss.“

„Spannungsarmer Film, der abgestandene Agentenklischees aneinanderreiht; unglaubwürdig und schwach gespielt.“